# Non piangere, Liù
Non piangere, Liù (italienisch für „Weine nicht, Liù“) ist eine Tenorarie aus der Oper Turandot von Giacomo Puccini, die gegen Ende des ersten Akts von Kalaf, dem „unbekannten Prinzen“, gesungen wird. Das Libretto stammt von Giuseppe Adami und Renato Simoni.
In der Oper, die vor 3000 Jahren im Chinesischen Reich spielt, verkündet ein Mandarin zu Beginn das Gesetz: Jeder, der Prinzessin Turandot heiraten möchte, müsse von königlichem Blute sein und drei Rätsel lösen, die sie ihm stellt. Wer die Probe nicht besteht, wird hingerichtet. Der „unbekannte Prinz“ Kalaf findet vor dem kaiserlichen Palast in der Menge unerwartet seinen verloren geglaubten Vater wieder. Dieser ist in Begleitung der Sklavin Liù, die ihren Herrn Kalaf heimlich liebt. Mit dem Volk von Peking warten die drei auf die Hinrichtung des persischen Prinzen, der die Probe nicht bestanden hat. Kalaf will die Prinzessin für ihre Grausamkeit verfluchen. Als sie aber erscheint, verliebt sich Kalaf in sie. Sein Vater und Liù bemerken sein Sehnen und versuchen, das Todesurteil des persischen Prinzen vor Augen, Kalaf zu warnen. Auch Ping, Pang und Pong, die kaiserlichen Minister, wollen Kalaf von seinem Vorhaben, sich den Rätseln zu stellen, abbringen. Voller Verzweiflung offenbart ihm Liu, dass sie ihn liebt (Signore ascolta). Kalaf antwortet ihr freundlich, sie möge nicht weinen, und bittet sie, auf seinen Vater aufzupassen, was auch immer passieren möge.
Das Ende der Arie leitet fließend zu einem Steigerungsteil über, in dem Liù, Kalafs Vater, die drei Minister und das Volk versuchen, Kalaf von seinem Vorhaben abzuhalten. Dieser lässt sich jedoch nicht beeinflussen und schlägt den Gong, mit dem man sich um Turandots Hand bewirbt, drei Mal. Kurz darauf endet der erste Akt.

## Libretto
| Non piangere, Liù se in un lontano giorno io t'ho sorriso per quel sorriso, dolce mia fanciulla m'ascolta il tuo signore sarà, domani, forse, solo al mondo Non lo lasciare... portalo via con te! LIÙ Noi morrem sulla strada dell’esilio! TIMUR Noi morrem! Dell’esilio, addolcisci a lui le strade. Questo…questo, o mia povera Liù, al tuo piccolo cuore che non cade chiede colui che non sorride più, che non sorride più! Weine nicht, Liù! Wenn eines fernen Tages Ich dich angelächelt habe Für dieses Lächeln Mein süßes Mädchen Hör mich an: Dein Herr Wird morgen Vielleicht allein auf der Welt sein Verlasse ihn nicht … Nimm ihn mit! LIÙ Wir werden auf dem Weg ins Exil sterben! TIMUR Wir werden sterben! Ins Exil, Versüße ihm den Weg. Dies … dies, Oh meine arme Liù, Von deinem kleinen Herz Das nicht aufgibt Erbittet derjenige, Der nicht mehr lächelt, Der nie mehr lächelt! |